# .py
.py là tên miền quốc gia cấp cao nhất (ccTLD) của Paraguay.

## Tên miền cấp 2
- org.py
- edu.py
- mil.py
- gov.py
- net.py
- com.py